# محمد الشريف مستغانمي
محمد الشريف:(1918م - 1992م) أحد أعلام الجزائر تقلد عدة مناصب سامية في الدولة الجزائرية كما له عدة إنجازات أدبية وهو والد الكاتبة الشهيرة أحلام مستغانمي
ولد بمدينة قسنطينة عاصمة الشرق الجزائري في 10 مارس 1918 أين ترعرع وتشبع بشتى العلوم كان من هواة الأدب الفرنسي. وقارئًا ذا ميول كلاسيكيّ لأمثال :
فيكتور هوجو، فولتير, Jean Jaques Rousseau. يستشف ذلك كلّ من يجالسه لأوّل مرّة. كما كانت له القدرة على سرد الكثير من القصص عن مدينته الأصليّة مسقط رأسه «قسنطينة» مع إدماج عنصر الوطنيّة وتاريخ الجزائر في كلّ حوار يخوضه. وذلك بفصاحة فرنسيّة وخطابة نادرة.

## مظاهرات 8 ماي 1945
عرف السجون الفرنسية, بسبب مشاركته في مظاهرات 8 ماي 1945. وبعد أن أطلق سراحه سنة 1947 كان قد فقد عمله بالبلديّة, ومع ذلك فإنّه يعتبر محظوظاً إذ لم يلق حتفه مع من مات آنذاك (45 ألف شهيد سقطوا خلال تلك المظاهرات) وأصبح ملاحقًا من قبل الشرطة الفرنسيّة, بسبب نشاطه السياسي بعد حلّ حزب الشعب الجزائري. الذي أدّى إلى ولادة ما هو أكثر أهميّة, ويحسب له المستعمر الفرنسي ألف حساب: حزب جبهة التحرير الوطني FLN.
يعتبر محمد الشريف أخر من بقي على قيدالحياة من إخوانه فلقد قتلتهم سلطات الفرنسية أثناء مظاهرات 1945 في مدينة قالمة. هذه المأساة, لم تكن مصيراً لأسرة المستغانمي فقط. بل لكلّ الجزائر من خلال ملايين العائلات التي وجدت نفسها ممزّقة تحت وطأة الدمار الذي خلّفه الاستعمار. بعد أشهر قليلة, يتوّجه محمد الشريف مع أمّه وزوجته وأحزانه إلى تونس كما لو أنّ روحه سحبت منه. فقد ودّع مدينة قسنطينة أرض آبائه وأجداده.

## حياته في تونس
كانت تونس فيما مضى مقرًّا لبعض الرِفاق الأمير عبد القادر والمقراني بعد نفيهما. ويجد محمد الشريف نفسه محاطاً بجوٍّ ساخن لا يخلو من النضال, والجهاد في حزبي MTLD و PPA بطريقة تختلف عن نضاله السابق ولكن لا تقلّ أهميّة عن الذين يخوضون المعارك. في هذه الظروف التي كانت تحمل مخاض الثورة, وإرهاصاتها الأولى تولد أحلام في تونس. ولكي تعيش أسرته, يضطر الوالد للعمل كمدرّس للّغة الفرنسيّة. لأنّه لا يملك تأهيلاً غير تلك اللّغة, لذلك, سوف يبذل الأب كلّ ما بوسعه بعد ذلك, لتتعلَّم ابنته اللغة العربيّة التي مُنع هو من تعلمها. وبالإضافة إلى عمله, ناضل محمد الشريف في حزب الدستور التونسي (منزل تميم) محافظًا بذلك على نشاطه النضالي المغاربيّ ضد الاستعمار.

## ثورة التحرير
عندما اندلعت الثورة الجزائرية في أول نوفمبر 1954 شارك أبناء إخوته عزالدين وبديعة اللذان كانا يقيمان تحت كنفه منذ قتل والدهما, شاركا في مظاهرات طلابية تضامنًا مع المجاهدين قبل أن يلتحقا فيما بعد سنة 1955 بالأوراس الجزائر. وتصبح بديعة الحاصلة لتوّها على الباكالوريا, من أولى الفتيات الجزائريات اللاتي استبدلن بالجامعة الرشاش, وانخرطن في الكفاح المسلح. ما زلت لحدّ الآن, صور بديعة تظهر في الأفلام الوثائقية عن الثورة الجزائرية. حيث تبدو بالزي العسكري رفقة المجاهدين. حيث كان منزل محمد الشريف مركزاً يلتقي فيه المجاهدون الذين سيلتحقون بالجبال, أو العائدين للمعالجة في تونس من الإصابات.

## بعد الاستقلال
عاد محمد الشريف إلى الوطن. واستقر في العاصمة حيث كان يشغل منصب مستشار تقنيّ لدى رئاسة الجمهوريّة, ثم مديراً في وزارة الفلاحة, وأوّل مسؤول عن إدارة وتوزيع الأملاك الشاغرة, والمزارع والأراضي الفلاحيّة التي تركها المعمّرون الفرنسيون بعد مغادرتهم الجزائر. إضافة إلى نشاطه الدائم في اتحاد العمال الجزائريّين, الذي كان أحد ممثليه أثناء حرب التحرير. غير أن حماسه لبناء الجزائر المستقلّة لتوّها, جعله يتطوّع في كل مشروع يساعد في الإسراع في إعمارها. وهكذا إضافة إلى المهمّات التي كان يقوم بها داخليًّا لتفقّد أوضاع الفلاّحين, تطوع لإعداد برنامج الإذاعة باللغة الفرنسية لشرح خطة التسيير الذاتي الفلاحي. ثمّ ساهم في حملة محو الأميّة التي دعا إليها الرئيس أحمد بن بلة بإشرافه على إعداد كتب لهذه الغاية.

## وفاته
في ليلة أول نوفمبر 1992، التاريخ المصادف لاندلاع الثورة الجزائرية توفي الشريف ووارى التراب في مقبرة العلياء, غير بعيد عن قبور رفاقه. كما لو كان يعود إلى الجزائر مع شهدائها. بتوقيت الرصاصة الأولى. فقد كان أحد ضحاياها وشهدائها الأحياء. وكان جثمانه يغادر مصادفة المستشفى العسكري على وقع النشيد الوطنيّ الذي كان يعزف لرفع العلم بمناسبة أوّل نوفمبر.